# Station Bodenburg
Station Bodenburg (Haltepunkt Bodenburg) is een spoorwegstation in de Duitse plaats Bad Salzdetfurth, in de deelstaat Nedersaksen. Het station ligt aan de spoorlijn Bad Gandersheim - Groß Düngen en is geopend op 7 november 1901. 
Op dezelfde dag werd ook de spoorlijn naar Elze geopend. Hierdoor werd station Bodenburg een regionaal knooppunt voor het treinverkeer. Het reizigersverkeer op de lijn naar Elze werd op 25 september 1966 gestaakt, de lijn naar Bad Gandersheim volgde op 30 mei 1987. Tussen 2002 en 2003 werd de spoorlijn tussen Groß Düngen en Bodenburg gerenoveerd. Hierbij werd het station van Bodenburg een paar honderd meter noordoostelijker verplaatst. Dit werd gedaan om een overweg te besparen. Het oude station en een deel van de spoorlijn naar Elze wordt nu gebruik door een museumtrein, deze lijn is niet meer verbonden met een andere spoorlijn.

## Indeling
Het station heeft één zijperron, dat niet is overkapt maar voorzien van abri's. Het perron is gecombineerd met een bushalte, zodat de reizigers snel en met een korte overstap aansluiting hebben naar Bockenem en Bad Gendersheim. Aan deze zijde bevindt zich ook een parkeerterrein en een fietsenstalling.

## Verbindingen
De volgende treinserie doet het station Bodenburg aan:
| Serie | Treinsoort                  | Route                      | Bijzonderheden |
| ----- | --------------------------- | -------------------------- | -------------- |
| RB 79 | Regionalbahn (NordWestBahn) | Hildesheim Hbf – Bodenburg |                |